# یاگو بوزون
یاگو بوزون (انگلیسی: Iago Bouzón؛ زادهٔ ۱۶ مارس ۱۹۸۳) بازیکن فوتبال اهل اسپانیا است.
از باشگاه‌هایی که در آن بازی کرده‌است می‌توان به باشگاه فوتبال اومانیا، باشگاه فوتبال رکریتیوو اوئلوا، باشگاه فوتبال کوردوبا، باشگاه خیمناستیک تاراگونا، باشگاه فوتبال سلتاویگو، و باشگاه فوتبال خرز اشاره کرد.
وی همچنین در تیم‌های ملی فوتبال زیر ۱۶ سال اسپانیا، زیر ۱۷ سال اسپانیا، زیر ۲۰ سال اسپانیا، و زیر ۲۱ سال اسپانیا بازی کرده‌است.